# Odilo Globočnik
Odilo Lotario Globočnik, avstrijski inženir, policijski general, politik, vojni zločinec slovenskega rodu * 21. april 1904, Trst, Avstro-Ogrska † 31. maj 1945, Špatrjan (nemško Paternion), avstrijska Koroška.

## Življenjepis
Rodil se je kot drugi sin očetu Francu Globočniku, ki je iz rodnega Tržiča, od koder izvirajo Globočnikovi, prišel v Trst. Oče Franca Globočnika je bil Franz Johann Globotschnig, profesor na moderni gimnaziji Ljubljana. Njegov oče Rochus Globotschnig, Odilov praded, je bil zdravnik v Tržiču, tako kot njegov oče, Odilov pra-praded Josef Globotschnig. Rochus Globotschnig je kot zdravnik sodeloval v vojni proti Napoleonu leta 1809. Mama Odila Globočnika je bila Anna Petschinka, banatska Čehinja iz Vršca, Vojvodina (danes Srbija). Njena mama, Odilova babica, Theresia Hagl, je bila banatska Nemka. Znal je italijansko in po pričevanjih tudi slovensko.
Med 22. majem 1938 in 30. januarjem 1939 je bil Globocnik dunajski "gauleiter", a so ga zaradi nebrzdanega vedenja, nesposobnosti in predvsem kriminalnih dejanj zamenjali. Celo sam šef Gestapa, Heinrich Himmler, je Globocnika v pismenem poročilu, ki so ga po končani 2. svetovni vojni objavili Britanci, označil kot "povsem neobvladljivega". "In povrh vsega sploh ni Nemec, ampak Slovenec!" je še dodal, torej so nacisti še kako dobro vedeli za njegovo poreklo. Globocnik se je pozneje zelo prizadevno vključil v "dokončno rešitev judovskega vprašanja", predvsem na Poljskem.
Odilo Globocnik je ena izmed najodgovornejših oseb za pomor 6 milijonov ljudi v holokavstu vse do konca 2. svetovne vojne. Preden so ga Britanci ujeli, je s ciankalijem naredil samomor v Špatrjanu (nemško Paternion), kraju med Beljakom in Špitalom na avstrijskem Koroškem, kjer se je po vojni pri sorodnikih skrival pred kazenskim pregonom. Ko so ga hoteli pokopati ob bližnji cerkvi, se je lokalni župnik uprl, da tak zločinec že ne bo pokopan v »sveti zemlji«, zato so ga Britanci pokopali izven pokopališča. Nagrobnik (ali pa mogoče celo grob, če so ga morebiti sorodniki pozneje prekopali iz groba v Paternionu) ima na pokopališču v Radlach na avstrijskem Koroškem. Bakrena plošča z njegovim imenom (kot tudi drugih sorodnikov) se nahaja na severni steni, pod cerkvijo na nižjem, novejšem delu pokopališča.

### Položaji
- HSSPF Operacijska cona Jadransko primorje (13. september 1943–maj 1945)
- državni sekretar (4. julij 1943–31. maj 1945)
- Hauptbereichsleiter der NSDAP (9. november 1941)
- odposlanec RF-SS za ustanovitev SS in policijskih postaj na vzhodu (17. julij 1941–31. januar 1942)
- SSPF Lublin (3. november 1939–16. avgust 1943)
- Gauleiter Dunaja (22. maj 1938–30. januar 1939)
- državni sekretar v vladi Arthurja Seyss-Inquarta (15. marec 1938–neznano)

### Napredovanja
- SS-Gruppenführer in generalporočnik policije (9. november 1942)
- generalmajor policije (9. september 1941)
- SS-Brigadeführer (9. november 1939)
- rezervni SS-Untersturmführer (SS-VT) (1. november 1939)
- SS-Oberführer (28. september 1938)
- SS-Standartenführer (12. marec 1938)
- rezervni SS-Rottenführer (SS-VT) (3. junij 1939)
- SS-Untersturmführer (9. november 1937)

### Odlikovanja
- nemški križ v zlatu (7. februar 1945)
- nemški križ v srebru (20. januar 1945)
- železni križ II. razreda (1939)
- vojni zaslužnostni križ II. razreda z meči (1939)
- vojni zaslužnosti križ I. razreda z meči (1939)
- znak za boj proti partizanom v srebru (17. september 1944)
- medalja za združitev 13. marec 1938
- zlati partijski znak NSDAP
- častno bodalo RF-SS
- mrtvaški prstan SS

## V fikciji
Lik Odila Globocnika se kot glavni antagonist, gestapovski Obergruppenführer pojavi v alternativno zgodovinskem trilerju Roberta Harrisa Veliki rajh 1964, v filmu Očetnjava posnetem po knjigi leta 994 ga je upodobil John Shrapnel.